# Подударност троуглова
Два троугла ABC и A1B1C1 су подударна ако постоји изометрија која први преводи на други. Другим речима, два троугла су подударна када имају једнаке одговарајуће странице, једнаке углове, тежишнице, висине, итд. Тада пишемо 
{\displaystyle \Delta ABC\cong \Delta A_{1}B_{1}C_{1}.}
Површина троугла, и многоугла, је позитивно оријентисана када се крећемо од темена до темена ABCDE... по многоугаоној линији, лексикографским поретком, и при томе нам је област многоугла увек са леве стране. Дакле, позитиван смер обилажења троугла је обрнут смеру казаљке на сату. Странице супротне теменима A, B, C троугла обично означавамо малим словима a, b, c. Углове у тим теменима означавамо грчким малим словима α, β, γ. Према томе, претходна подударност може се написати и овако: 
{\displaystyle a=a_{1},\;b=b_{1},\;c=c_{1},\;\alpha =\alpha _{1},\;\beta =\beta _{1},\;\gamma =\gamma _{1}.}
Да би се доказала подударност два троугла није потребно доказивати подударност (једнакост) свих страница и свих углова тих троуглова, довољне су само три једнакости. Довољна су следећа четири става:
1. ССС: Два троугла су подударна ако и само ако су странице једног троугла једнаке одговарајућим страницама другог.
2. СУС: Два троугла су подударна ако и само ако су две странице једног троугла и угао захваћен њима једнаки одговарајућим страницама и углу другог троугла.
3. УСУ: Два троугла су подударна ако и само ако имају једнаку по једну страницу и оба одговарајућа угла налегла на ту страницу.
4. ССУ: Два троугла су подударна ако и само ако су две странице и угао наспрам веће од њих у једном троуглу једнаки са две одговарајуће странице и углом другог.

Последњи став се може изрећи и овако: Два троугла су подударна ако и само ако су две странице и угао наспрам једне од њих у једном троуглу једнаки са две одговарајуће странице и углом другог, а оба троугла су исте врсте, тј. оба су оштра, правоугла, или тупоугла. Међутим, без додатка да је угао наспрам веће стране, или да су оба троугла исте врсте, имали бисмо ситуацију као на слици лево. Троуглови AB1 и 2C су очигледно различити (разликују се за троугао 12C), али оба имају једнаке по две стране и угао: a, b, α.
Често је лакше доказати подударност неких троуглова него многоуглова, па и страница на некој геометријској фигури. Зато је подударност троуглова веома важна у геометрији.

### Главне теореме
Проблем се решава коришћењем основних релација:
Косинусна теорема
{\displaystyle a^{2}=b^{2}+c^{2}-2bc\cos \alpha }
{\displaystyle b^{2}=a^{2}+c^{2}-2ac\cos \beta }
{\displaystyle c^{2}=a^{2}+b^{2}-2ab\cos \gamma }
Синусна теорема
{\displaystyle {\frac {a}{\sin \alpha }}={\frac {b}{\sin \beta }}={\frac {c}{\sin \gamma }}}
Збир углова троугла
{\displaystyle \alpha +\beta +\gamma =180^{\circ }}
Закон тангенте
{\displaystyle {\frac {a-b}{a+b}}={\frac {\mathrm {tan} [{\frac {1}{2}}(\alpha -\beta )]}{\mathrm {tan} [{\frac {1}{2}}(\alpha +\beta )]}}.}
Друге корисне формуле су: закон котангенса и Молиједијева формула.

### ССС
Дате су три странице, {\displaystyle a,b,c}. Да бисмо пронашли углове {\displaystyle \alpha ,\beta }, можемо користити закон косинуса:
{\displaystyle \alpha =\arccos {\frac {b^{2}+c^{2}-a^{2}}{2bc}}}
{\displaystyle \beta =\arccos {\frac {a^{2}+c^{2}-b^{2}}{2ac}}.}
Затим угао {\displaystyle \gamma =180^{\circ }-\alpha -\beta }.
Могу се користити и закон котангенса и синуса.

### СУС
Овде су познате странице {\displaystyle a,b} и угао {\displaystyle \gamma } између датих страница. Трећу страницу можемо наћи помоћу закона косинуса:
{\displaystyle c={\sqrt {a^{2}+b^{2}-2ab\cos \gamma }}.}
Затим користимо закон косинуса да пронађемо други угао:
{\displaystyle \alpha =\arccos {\frac {b^{2}+c^{2}-a^{2}}{2bc}}.}
Коначно, {\displaystyle \beta =180^{\circ }-\alpha -\gamma .}

### ССУ
Дате су странице {\displaystyle b,c} и угао {\displaystyle \beta }. Једначина за угао {\displaystyle \gamma } се може применити из закона синуса:
{\displaystyle \sin \gamma ={\frac {c}{b}}\sin \beta .}
{\displaystyle ~D={\frac {c}{b}}\sin \beta }
Четири могуће ситуације:
1. Ако је {\displaystyle D>1}, такав троугао не постоји јер страница {\displaystyle b} не додирује BC. Из истог разлога, нема решења ако је угао {\displaystyle \beta \geqslant 90^{\circ }} и {\displaystyle b\leqslant c.}
2. Ако је {\displaystyle D=1}, постоји јединствено решење: {\displaystyle \gamma =90^{\circ }}, нпр, троугао је правоугли.

1. Ако је {\displaystyle D<1} постоје две алтернативе.

Када је {\displaystyle \gamma } пронађен, трећи угао се израчунава {\displaystyle \alpha =180^{\circ }-\beta -\gamma }. 
Трећа страница се може пронаћи путем закона синуса:
{\displaystyle a=b\ {\frac {\sin \alpha }{\sin \beta }}}

### УСУ
Позната је страница {\displaystyle c} и углови {\displaystyle \alpha ,\beta }. Трећи угао {\displaystyle ~\gamma =180^{\circ }-\alpha -\beta .}
За две непознате странице користимо закон синуса:
{\displaystyle a=c\ {\frac {\sin \alpha }{\sin \gamma }};\quad b=c\ {\frac {\sin \beta }{\sin \gamma }}.}